# Utricularia subramanyamii
Utricularia subramanyamii — вид рослин із родини пухирникових (Lentibulariaceae).

## Біоморфологічна характеристика
Вид вирізняється «діагностичним язичком» на піднебінні нижньої губи, однак цим вид досить подібний до U. capillacea. Проте, U. subramanyamii відрізняється від цього виду своїми дуже короткими квітконіжками та відмінною формою насіння.

## Середовище проживання
Ендемік пд. Індії (Керала).